# Matelea viridivenia
Matelea viridivenia är en oleanderväxtart som beskrevs av Brother Alain. Matelea viridivenia ingår i släktet Matelea och familjen oleanderväxter. Inga underarter finns listade i Catalogue of Life.